# 岩下の新生姜ミュージアム
岩下の新生姜ミュージアム（いわしたのしんしょうがミュージアム）は、栃木県栃木市本町にある、岩下食品の企業博物館。
同社が商品展開する「岩下の新生姜」に関する展示の観覧や体験活動を通して「新生姜のあるシアワセ」を感じられる施設とされる。
風変わりな「B級スポット」として扱われることも多いが、旬刊旅行新聞の「プロが選ぶ観光・食事・土産物施設100選」に4年連続で選出されるなど、観光業界から評価を得ている。2022年3月3日には文化庁の食文化ミュージアム「食の体験・情報発信施設」として認定された。

## 館内
入り口から向かって右側にカフェニュージンジャーとミュージアムショップ、左側にミュージアムがある。正面にはステージがあり、通常時は岩下の新生姜の大型パッケージやピンク色のグランドピアノの展示場で、イベント時はミュージシャンやアイドルなどによるライブ会場となる。

### ミュージアム
ミュージアムには、「世界一大きな新生姜ヘッド」、新生姜の部屋、ジンジャー神社、アルパカのぬいぐるみが置かれた「アルパカ広場」、岩下漬けの素の自動販売機、地中で育つ新生姜を再現した「土の中の新生姜」、ジンジャーステッキを持って体内を巡る「ジンジャーツアー」などの独特なアトラクションがある。
また、来場した芸能人などのサインやアニメキャラクターのイラスト、ファンアートなども掲げられている。サインは壁一面に貼られ、岩下社長自身「ダサい」と感じているが、喜ぶファンがいるなら、との思いで飾っている。キャラクター関連の展示は社長個人のTwitterや社員発案をきっかけとした異業種とのコラボレーション作品であり、おそ松さん、コウペンちゃん、ノッポン兄弟、ヤドン、暁美ほむらなど複数多岐にわたる。
これらの目立つアトラクションに隠れがちであるが、岩下食品の歴史や岩下の新生姜の誕生秘話、製造過程などの展示もある。企業としては、本来こちらを強調したいものの、これを「手前勝手な話」と考え、商品と関連のあるもので来館者が喜ぶであろうことを優先し、それに付随する形で商品の宣伝を行うという姿勢を取る。特に「大きいもの、かわいいもの、数がたくさんあるもの」が好まれると考え、大きな新生姜やアルパカのぬいぐるみの大群を館内に置いている。
館内では時折、ライブやイベント、オフ会などが開かれる。例えば2019年11月9日には、もえのあずき、グレート義太夫、カパルが1日館長として来館者と交流したり、「岩下の新生姜鍋スープ」を使った野菜鍋を振る舞ったりする「岩下の新生姜の日」スペシャルイベントを開催した。

#### 主なアトラクション
世界一大きな新生姜ヘッドは長さ5メートルになり、実際にかぶって記念撮影をすることができる。また、時間ごとにプロジェクションマッピングの映像が投影される。
「新生姜の部屋」は若手女性社員の発案によるアトラクションで、ディズニーパークにあるトゥーンタウンの「ミッキー・ミニーの家」やサンリオピューロランドの「キティちゃんのおうち」にヒントを得たものである。新生姜のオブジェとツーショット写真が撮れるスポットとして話題を呼んだ。
ジンジャー神社は、ジンジャー（生姜）と神社をかけたダジャレである。生姜の効果により2人の仲をポカポカにするとされ、ご利益に恋愛成就・夫婦円満・健康長寿・子孫繁栄・交通安全・学業成就などが挙げられている。狛犬の代わりに「イワシカ」と名付けたシカの像を社殿の前に置き、社殿内に生姜の神を祀る。また、絵馬・おみくじ・お守りもある。さらに、御朱印・ジンジャー神社御朱印帳をミュージアムショップで販売している。

### カフェニュージンジャー
カフェニュージンジャーは、Twitterで上がっていた「新生姜メニューを食べられる店が欲しい」という顧客の要望を実現したものである。すべてのメニューに岩下の新生姜を使い、岩下の新生姜ピザ、ジンジャーソーダ、ソフトクリームなどといった料理や飲料、デザートを30種類超を揃えている。各メニューに、「ひかえめ・ほどよい・たっぷり」の3段階で新生姜の風味の度合いが表示される。「岩下の新生姜は漬物」という固定観念を捨て、自由な発想で新生姜を使うことにしたため、「ご飯・味噌汁・岩下の新生姜」の定食はメニューになく、このカフェのために新たに開発したメニューも多い。なお、提供メニューのほとんどは公式サイトでレシピを公開している。
プレートメニューおよび単品ライスで使われる米は、岩下食品の従業員の家族が生産した栃木県産コシヒカリである。カウンターに置かれた新生姜や新生姜ドレッシングは食べ放題にしている（新型コロナウイルスの流行に対処し、2020年は客が自由に取る形式を休止し、要望に応じて小皿で提供する方法に変更。2021年にはアルコール消毒液や使い捨てビニール手袋を常備し、自由に取る形式に戻された）。
「岩下の新生姜ミュージアムCAFE in 渋谷」と称して、期間限定で渋谷ロフト2階の渋谷シティラウンジに出店したことがある。

### ミュージアムショップ
ミュージアムショップでは、岩下の新生姜や新生姜を使った食品のほか、岩下の新生姜をテーマにしたミュージシャンのCD、ぬいぐるみなどの関連グッズを販売する。ここでしか購入できない商品や、他の店舗では入荷待ちで入手困難なコラボレーション商品を購入することを目的に来館する人もいる。
かつて東京・秋葉原の和style.cafe AKIBA（のち秋葉原和堂店内に移転）に「岩下の新生姜ミュージアムショップin秋葉原」の常設店舗を出店し、ミュージアムショップで扱う商品の一部を販売していた。2022年9月6日営業終了。

## キャラクター
岩下の新生姜ミュージアムのキャラクターとして、ジンジャー神社に置かれた狛犬ならぬ狛鹿の「イワシカ」と、ピンク色のアルパカがいる。イワシカは角が岩下の新生姜になっている。2021年9月の岩下の新生姜パッケージデザイン変更に合わせて、イワシカもリニューアルし着ぐるみも作製され、土日祝日を中心にミュージアム内でグリーティングを行っている。
アルパカはゲームセンターの景品であったアルパカのぬいぐるみをピンク色にしたもので、オリジナルのキャラクターではない。ミュージアム開館の1年前にインターネット通販のキャンペーン商品として200体作り、Twitterで告知してわずか1日で用意した分がなくなるほどの人気を得たことから、ミュージアムで展示されることになり、ミュージアムの基調色をピンク色にする契機ともなった。なお、アルパカが採用されたのは「かわいいから」であり、アルパカそのものと岩下の新生姜に直接的な関連はない。

## 歴史
岩下の新生姜ミュージアムの前身は、2003年に開館した岩下記念館である。岩下記念館は前社長の岩下邦夫が個人的に収集していた美術品を展示する施設であり、板谷波山が作った最大級の花瓶 や横山大観の作品など日本美術界の巨匠の作品が揃っていた。
一方、邦夫の息子で岩下食品社長の岩下和了（以下、岩下）は、2011年の東日本大震災を契機にTwitterで自社商品の評判を検索するようになり、社長であることを明かしてリツイートし始めた。その中で新生姜を使った料理の評価が高いことを発見し、2012年に『We Love 岩下の新生姜』という本を出版した。また「新生姜メニューを食べられる店が欲しい」という顧客の声があり、フェスやジャズライブに通う趣味を持っていたことからフジロックフェスティバルへの出店を勧められることもあった。これらの声を受けてまず地元・栃木県の「ベリテンライブ」に協賛し、岩下の新生姜を串刺しにして販売した。続いて東京都内で出店場所を探ったが、邦夫の容態が悪化したため、計画は中断した。邦夫は2014年に逝去し岩下記念館は長期休館に入り、本人の遺志により美術品300点はオークションで売却され、記念館の建物だけが残った。建物は一時、学習塾に貸与することで話が進んでいたが、岩下がこれにストップをかけた。
岩下食品はかねてより、同社の製品の主要顧客が50代以上であり、若年層がスーパーマーケットの漬物コーナーに立ち寄ることさえしないことに危機感を抱いていた。そこで新生姜を知らない人でも楽しめるミュージアム作りを企図した。地代・設備代がかからないという点では旧岩下記念館は魅力的な施設であったが、地方に立地するため集客が難しいと考えられ、新生姜ブログを運営していた若手社員らと工夫を重ねた。地元では栃木市の観光地である巴波川沿いから離れていることから「誰も来ない」と冷ややかな目で見ていた。
そして2015年6月20日に岩下の新生姜ミュージアムを開館した。ネットニュースで「カオスな展示がある施設」として取り上げられたことから、開館初日よりSNSで話題になった。来館者は栃木県外の人が多く、目標の年間1万人を27営業日（8月2日）で達成し、土産品の「岩下漬けの素」や新生姜ペンライトは一時欠品となった。さらに日本テレビ系列の『月曜から夜ふかし』、テレビ東京系列の『チャージ730!』、ニッポン放送の『ミュ〜コミ+プラス』でも相次いで取り上げられ、開館から1年で約7万人が訪れた。来館者の層は従来の岩下食品の顧客とは打って変わって若年層が多く、社員は「未来が開けた」と感じたという。インターネット上では、岩下食品側が意図しなかったような意見も上がったが、岩下は「より幅広い層に対して認知度を高める機会」と前向きに捉えた。
2017年には親子連れや観光バスの団体客も多く訪れる施設として定着した。
2020年2月29日、新型コロナウイルスの流行を受けて休館に入り、5月27日に消毒液の設置やミュージアムショップの人数制限などの対策を取った上で再開した。6月20日、5周年記念イベントをYouTubeで配信した。コロナウイルス対策としてオンラインの2部構成のイベントとして開催し、1部は社長とレ・ロマネスクTOBIによる5年間の振り返り、2部はレ・ロマネスクのリサイタルを配信した。5年間の来館者総数は57万人であった。

## 利用案内
館内での写真撮影は自由であり、ミュージアム側が多くのフォトスポットを用意している。
- 開館時間：10:00～18:00
  - カフェは11:00～18:00（ラストオーダーは17:30）
  - ライブ・イベント開催時は変更の場合あり。
- 休館日：火曜日（祝日の場合は開館）、年末年始
- 入館料：無料
  - 飲食・物販部門を併設するが、経営的には赤字である[11]。しかしテレビCMを打つことに比べれば大したことはないとの考えから、採算最優先の考えは捨て、来館者に楽しんでもらうこと、家に帰った後に岩下の新生姜を購入してもらうことを重視している[11][12]。またミュージアムの運営を、Twitterで無償の応援を続けてくれたファンへの恩返しと捉えている[12]。

### 交通
- 公共交通機関利用の場合
  - 東武日光線・JR両毛線栃木駅から1km、徒歩12分[1][2]。
  - ふれあいバス皆川樋ノ口線「岩下の新生姜ミュージアム前」下車すぐ[2]。
- 自動車利用の場合
  - 東北自動車道栃木ICから約15分[2]。駐車場は第1から第4まであり、82台駐車可能[29]。